# Гаврилковское сельское поселение (Ивановская область)
Гаврилковское сельское поселение — бывшее муниципальное образование в Вичугском районе Ивановской области. 12 июля 2010 года в результате слияния вошло вместе с Гольчихинским и Золотиковским поселениями в состав Октябрьского сельского поселения.
Состояло из деревень: Гаврилково, Бородкино, Бортиха, Васильково, Синие Гари, Жеребчиха, Золотовка, Казаркино, Копылиха, Максимково, Морозиха, Новошино, Овечкино, Осиновка, Ропотово, Старостино, Старцево, Терехово, Токарево.
Административный центр — д. Гаврилково. Расстояние до районного центра — города Вичуга — 14 км.
Образовано в соответствие с законом Ивановской области от 11 января 2005 года № 4-ОЗ «О городских и сельских поселениях в муниципальных районах».

## Описание границ
(в ред. Закона Ивановской области от 12.10.2005 N 124-ОЗ)
Граница Гаврилковского сельского поселения начинается от смежества с Родниковским муниципальным районом на месте впадения ручья Безымянный в реку Шепелевка. Граница на западе совпадает с границей Вичугского муниципального района и Родниковского муниципального района, проходит по границе Приволжского муниципального района, по границе 75 квартала Плесского лесничества, на севере проходит по смежной границе 86 кв. Каменского Гослесфонда и СХПК «Новая жизнь», на юго-востоке — СХПК «Золотилово» и 114, 115 кв. Гослесфонда, СХПК «Новая жизнь», по смежеству СПК «Шохна» и СПК «Гаврилковский» по 120 кв. Гослесфонда, поднимается на север по реке Шохна до 100 кв. Каменского лесничества, поворачивает на юг и проходит по границе 101, 103, 104, 106, 107, 108, 125 кв. Гослесфонда и специальных участков Жеребчиха, кв. 108, 125 Гослесфонда и СПК «Гаврилковский», КСП «Путковское», по границе кв. 59, 71, 78 с кв. 58 и СПК «Синегарский» до Северной железной дороги, огибает земли СПК «Синегарский», кв. 84 Гослесфонда по железной дороге. Далее граница совпадает с границей Вичугского и Родниковского муниципальных районов и возвращается в начало отсчета.